# Trichogorgia flexilis
Trichogorgia flexilis is een zachte koraalsoort uit de familie Plexauridae. De koraalsoort komt uit het geslacht Trichogorgia. Trichogorgia flexilis werd in 1904 voor het eerst wetenschappelijk beschreven door Hickson.